# Mycomya vittiventris
Mycomya vittiventris är en tvåvingeart som först beskrevs av Zetterstedt 1852.  Mycomya vittiventris ingår i släktet Mycomya och familjen svampmyggor. Arten är reproducerande i Sverige. Inga underarter finns listade i Catalogue of Life.